# Siège Rai de Campobasso
 (décembre 2019).
Si vous disposez d'ouvrages ou d'articles de référence ou si vous connaissez des sites web de qualité traitant du thème abordé ici, merci de compléter l'article en donnant les références utiles à sa vérifiabilité et en les liant à la section « Notes et références ».
Le siège Rai de Campobasso (en italien Sede Rai di Campobasso) est l'une des 21 directions régionales du réseau Rai 3, émettant sur la région de le Molise et basée à Campobasso.

## Histoire
Jusqu'à 2010 le siège Rai de Campobasso est situé rue Conte Verde, pas loin du centre-ville. Depuis mai de la même année le siège se situe dans une structure plus moderne, dans la zone industrielle, c'est un des premiers à être numérisé avec ceux du Latium et de Lombardie.

## Émissions régionales
- TGR Molise : toute l'actualité régionale diffusée chaque jour de 14h00 à 14h20, 19h30 à 19h55 et 00h10
- TGR Meteo : météo régionale, remplacé par Rai Meteo Regionale le 3 juin 2018
- Buongiorno Regione (en français « Bonjour Région ») : toute l'actualité régionale diffusée chaque jour du lundi au vendredi de 7h30 à 8h00, il n'est pas diffusé en été.